# یوروپارک
یوروپارک (انگلیسی: EuroPark) شرکت ترابری نروژی است،که در سال ۱۹۷۹ تأسیس شد.